# Begoniastraat 6 (Amsterdam)
Begoniastraat 6 is een buurtwinkel aan de Begoniastraat in Amsterdam-Noord. De Begoniastraat is onderdeel van de Van der Pekbuurt. Dit is het enige pand in de buurt met een interieur in zijn originele staat.

## Geschiedenis
Tussen 1918 en 1923 werd de Van der Pekbuurt gebouwd. Oorspronkelijk waren er 12 buurtwinkels, welke bestonden uit een benedenwoning met een winkelruimte. Begoniastraat 6 bleef als enige bewaard; bij de andere panden is de winkelruimte verbouwd tot woningruimte.
Albert Lust (Oostzaan, 1887-1984) en zijn vrouw Grietje van Vuure (Ransdorp, 1889-1960) waren de eerste uitbaters van de winkel. Lust was de voorzitter van de socialistische coöperatie "Nieuw Leven", welke destijds melk leverde aan zo'n 166 socialistische melkboeren door middel van een eigen fabriek. De naam op de winkelruiten is een verwijzing naar deze coöperatie. In 1926 verhuisde het gezin naar een melkwinkel in Tuindorp Oostzaan, hierna bleef de melkwinkel nog tot in de jaren 30 in de familie.
Aan het begin van de jaren zestig werd de melkwinkel uitgebreid tot een kruidenierszaak, dit was naar aanleiding van de opkomst van supermarkten. Vanwege de grote artikelen (zoals wc-papier) werden de woonvertrekken steeds meer gebruikt als opslagruimte. Vandaar dat de toenmalige uitbaters in wilden trekken in de woning boven de winkel. Dit zorgde er in 1969 voor dat de woonvertrekken werden verwijderd uit het woonbestand, en het pand een bedrijfsruimte werd. De uitbaters moesten hiervoor een boete betalen van 8500 gulden. Na 1976 werd het pand gebruikt voor een boekbinderij, die er onder andere fotoalbums maakte.
In mei 2019 opende Historisch Centrum Amsterdam-Noord (HCAN) tijdelijk een tentoonstelling in het pand, over de geschiedenis van de melkwinkel. In november 2020 werd het pand verklaard tot gemeentelijk monument, en in februari 2021 werd de tentoonstelling weer beëindigd.

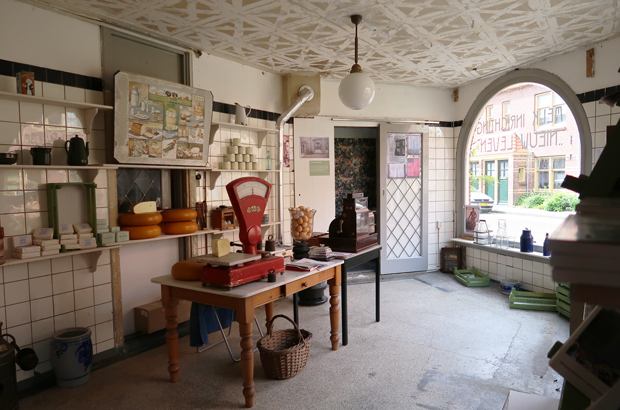
Het interieur van de melkwinkel (2019)
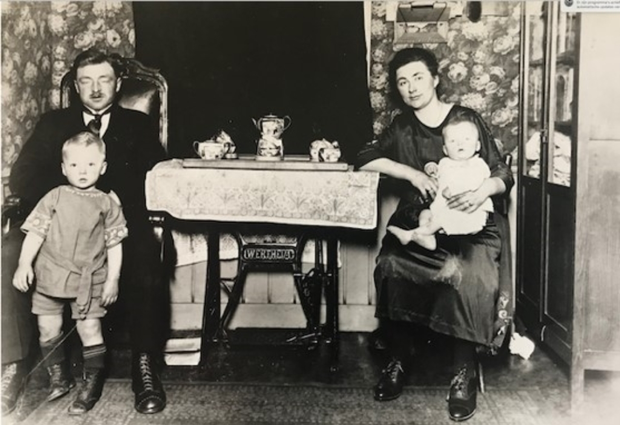
De familie Lust in de woonkamer van het pand (1922)
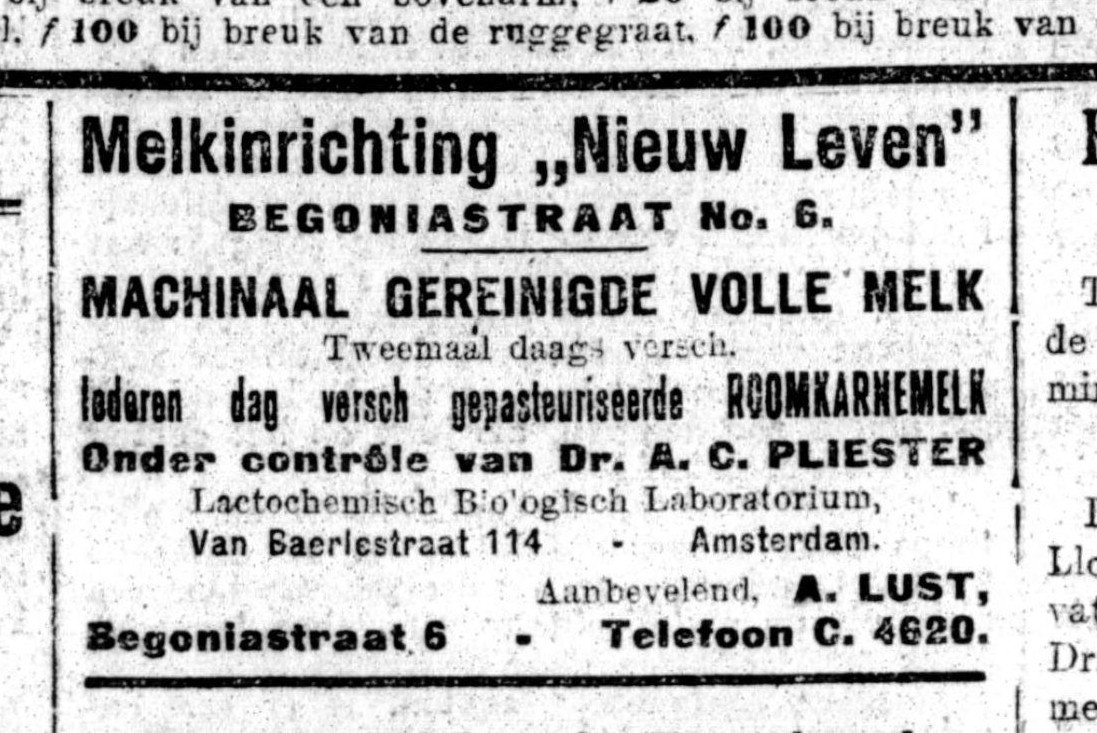
Een advertentie van Melkinrichting "Nieuw Leven" in Het Volk, een landelijke dagblad voor de arbeiderspartij (1921)